# سيرجيو رويتمان

## روابط إضافية
- سيرجيو رويتمان على موقع رابطة محترفي التنس (الإنجليزية)
- سيرجيو رويتمان على موقع الاتحاد الدولي لكرة المضرب (الإنجليزية)
- سيرجيو رويتمان على موقع خلاصة التنس.كوم (الإنجليزية)
- سيرجيو رويتمان على موقع إي إس بي إن.كوم (الإنجليزية)
- Roitman Recent Match Results
- Roitman World Ranking History